# Svjetsko prvenstvo u motociklizmu 2004. – MotoGP
Svjetsko prvenstvo u motociklizmu u klasi MotoGP za 2004. godinu je osvojio talijanski vozač Valentino Rossi na motociklu Yamaha YZR-M1 (0WP3) s momčadi Gauloises Fortuna Yamaha . 

Ovo je četvrti zaredom naslov Valentina Rossija u klasama 500cc i MotoGP, njegov prvi za Yamahu, u koju je prešao iz Honde. 

## Raspored utrka i osvajači postolja
2004. godine je bilo na rasporedu 16 trkačih vikenda Svjetskog prvenstva i na svima su vožene utrke u klasi MotoGP.
| rb | datum               | staza                       | utrka                 | službeni naziv utrke                            | pole poz.         | motocikl | naj.krug        | motocikl | pobjednik       | motocikl | drugoplasirani  | motocikl | trećeplasirani  | motocikl | izvj.                                                            |
| -- | ------------------- | --------------------------- | --------------------- | ----------------------------------------------- | ----------------- | -------- | --------------- | -------- | --------------- | -------- | --------------- | -------- | --------------- | -------- | ---------------------------------------------------------------- |
| 1  | 18. travnja 2004.   | Phakisa Freeway             | VN Južne Afrike       | betandwin.com Africa's Grand Prix               | Valentino Rossi   | Yamaha   | Max Biaggi      | Honda    | Valentino Rossi | Yamaha   | Max Biaggi      | Honda    | Sete Gibernau   | Honda    | [ 1 ] [ 2 ] [ 3 ] [ 4 ] [ 5 ] [ 6 ] [ 7 ] [ 8 ] [ 9 ] [ 10 ]     |
| 2  | 2. svibnja 2004.    | Jerez                       | VN Španjolske         | Gran Premio Marlboro de España                  | Valentino Rossi   | Yamaha   | Sete Gibernau   | Honda    | Sete Gibernau   | Honda    | Max Biaggi      | Honda    | Alex Barros     | Honda    | [ 1 ] [ 2 ] [ 3 ] [ 4 ] [ 5 ] [ 11 ] [ 12 ] [ 13 ] [ 14 ]        |
| 3  | 16. svibnja 2004.   | Le Mans - Bugatti           | VN Francuske          | Grand Prix Polini de France                     | Sete Gibernau     | Honda    | Max Biaggi      | Honda    | Sete Gibernau   | Honda    | Carlos Checa    | Yamaha   | Max Biaggi      | Honda    | [ 1 ] [ 2 ] [ 3 ] [ 4 ] [ 5 ] [ 15 ] [ 16 ] [ 17 ] [ 18 ]        |
| 4  | 6. lipnja 2004.     | Mugello                     | VN Italije            | Gran Premio Cinzano d'Italia                    | Sete Gibernau     | Honda    | Sete Gibernau   | Honda    | Valentino Rossi | Yamaha   | Sete Gibernau   | Honda    | Max Biaggi      | Honda    | [ 1 ] [ 2 ] [ 3 ] [ 4 ] [ 5 ] [ 19 ] [ 20 ] [ 21 ] [ 22 ] [ 23 ] |
| 5  | 13. lipnja 2004.    | Catalunya (Barcelona)       | VN Katalonije         | Gran Premi Gauloises de Catalunya               | Sete Gibernau     | Honda    | Sete Gibernau   | Honda    | Valentino Rossi | Yamaha   | Sete Gibernau   | Honda    | Marco Melandri  | Yamaha   | [ 1 ] [ 2 ] [ 3 ] [ 4 ] [ 5 ] [ 24 ] [ 25 ] [ 26 ] [ 27 ]        |
| 6  | 26. lipnja 2004.    | Assen                       | VN Nizozemske         | Gauloises TT Assen - Dutch TT 2004              | Valentino Rossi   | Yamaha   | Valentino Rossi | Yamaha   | Valentino Rossi | Yamaha   | Sete Gibernau   | Honda    | Marco Melandri  | Yamaha   | [ 1 ] [ 2 ] [ 3 ] [ 4 ] [ 5 ] [ 28 ] [ 29 ] [ 30 ] [ 31 ]        |
| 7  | 4. srpnja 2004.     | Jacarepaguá (Nelson Piquet) | VN Rio de Janeira     | Cinzano Rio Grand Prix                          | Kenny Roberts Jr. | Suzuki   | Makoto Tamada   | Honda    | Makoto Tamada   | Honda    | Max Biaggi      | Honda    | Nicky Hayden    | Honda    | [ 1 ] [ 2 ] [ 3 ] [ 4 ] [ 5 ] [ 32 ] [ 33 ] [ 34 ]               |
| 8  | 18. srpnja 2004.    | Sachsenring                 | VN Njemačke           | Veltins Motorrad Grand Prix Deutschland         | Max Biaggi        | Honda    | Alex Barros     | Honda    | Max Biaggi      | Honda    | Alex Barros     | Honda    | Nicky Hayden    | Honda    | [ 1 ] [ 2 ] [ 3 ] [ 4 ] [ 5 ] [ 35 ] [ 36 ] [ 37 ] [ 38 ]        |
| 9  | 25. srpnja 2004.    | Donnington Park             | VN Britanije          | Cinzano British Grand Prix                      | Valentino Rossi   | Yamaha   | Colin Edwards   | Honda    | Valentino Rossi | Yamaha   | Colin Edwards   | Honda    | Sete Gibernau   | Honda    | [ 1 ] [ 2 ] [ 3 ] [ 4 ] [ 5 ] [ 39 ] [ 40 ] [ 41 ] [ 42 ]        |
| 10 | 22. kolovoza 2004.  | Brno                        | VN Češke Republike    | Gauloises Grand Prix České republiky            | Sete Gibernau     | Honda    | Alex Barros     | Honda    | Sete Gibernau   | Honda    | Valentino Rossi | Yamaha   | Max Biaggi      | Honda    | [ 1 ] [ 2 ] [ 3 ] [ 4 ] [ 5 ] [ 43 ] [ 44 ] [ 45 ] [ 46 ]        |
| 11 | 5. rujna 2004.      | Estoril                     | VN Portugala          | Grande Premio Marlboro de Portugal              | Makoto Tamada     | Honda    | Valentino Rossi | Yamaha   | Valentino Rossi | Yamaha   | Makoto Tamada   | Honda    | Alex Barros     | Honda    | [ 1 ] [ 2 ] [ 3 ] [ 4 ] [ 5 ] [ 47 ] [ 48 ] [ 49 ] [ 50 ]        |
| 12 | 19. rujna 2004.     | Twin-Ring Motegi            | VN Japana             | Camel Grand Prix of Japan                       | Makoto Tamada     | Honda    | Makoto Tamada   | Honda    | Makoto Tamada   | Honda    | Valentino Rossi | Yamaha   | Shin'ya Nakano  | Kawasaki | [ 1 ] [ 2 ] [ 3 ] [ 4 ] [ 5 ] [ 51 ] [ 52 ] [ 53 ]               |
| 13 | 2. listopada 2004.  | Losail                      | VN Katara             | Marlboro Grand Prix of Qatar                    | Carlos Checa      | Yamaha   | Colin Edwards   | Honda    | Sete Gibernau   | Honda    | Colin Edwards   | Honda    | Rubén Xaus      | Ducati   | [ 1 ] [ 2 ] [ 3 ] [ 4 ] [ 5 ] [ 54 ] [ 55 ] [ 56 ] [ 57 ]        |
| 14 | 10. listopada 2004. | Sepang                      | VN Malezije           | Marlboro Malaysian Motorcycle Grand Prix        | Valentino Rossi   | Yamaha   | Valentino Rossi | Yamaha   | Valentino Rossi | Yamaha   | Max Biaggi      | Honda    | Alex Barros     | Honda    | [ 1 ] [ 2 ] [ 3 ] [ 4 ] [ 5 ] [ 58 ] [ 59 ] [ 60 ] [ 61 ]        |
| 15 | 17. listopada 2004. | Phillip Island              | VN Australije         | Cinzano Australian Grand Prix                   | Sete Gibernau     | Honda    | Loris Capirossi | Ducati   | Valentino Rossi | Yamaha   | Sete Gibernau   | Honda    | Loris Capirossi | Ducati   | [ 1 ] [ 2 ] [ 3 ] [ 4 ] [ 5 ] [ 62 ] [ 63 ] [ 64 ] [ 65 ]        |
| 16 | 31. listopada 2004. | Valencia (Ricardo Tormo)    | VN Zajednice Valencia | Gran Premio Marlboro de la Comunitat Valenciana | Makoto Tamada     | Honda    | Max Biaggi      | Honda    | Valentino Rossi | Yamaha   | Max Biaggi      | Honda    | Troy Bayliss    | Ducati   | [ 1 ] [ 2 ] [ 3 ] [ 4 ] [ 5 ] [ 66 ] [ 67 ] [ 68 ] [ 69 ]        |

VN Južne Afrike – također navedena kao VN Afrike 

VN Italije – zbog jake kiše utrka prekinuta nakon 17 krugova, potom odvožena utrka (drugi dio) od 6 krugova sa startnim poretkom prema rezultatima prvog dijela utrke 

VN Nizozemske – također navedena kao Dutch TT, odnosno TT Assen 

VN Rio de Janeira – također navedena kao VN Rija, odnosno VN Brazila 

VN Britanije – također navedena kao VN Velike Britanije 

VN Zajednice Valencia - također navedena kao VN Valencije

## Poredak za vozače
Sustav bodovanja
Bodove osvaja prvih 15 vozača u utrci. 
| pozicija u utrci | 1. | 2. | 3. | 4. | 5. | 6. | 7. | 8. | 9. | 10. | 11. | 12. | 13. | 14. | 15. |
| bodovi           | 25 | 20 | 16 | 13 | 11 | 10 | 9  | 8  | 7  | 6   | 5   | 4   | 3   | 2   | 1   |

| mj. | vozač             | konstruktor        | bm | momčad (tim)                     | motocikl                   | bodova |
| --- | ----------------- | ------------------ | -- | -------------------------------- | -------------------------- | ------ |
| 1.  | Valentino Rossi   | Yamaha             | 46 | Gauloises Fortuna Yamaha         | Yamaha YZR-M1 (OWP3)       | 304    |
| 2.  | Sete Gibernau     | Honda              | 15 | Telefónica Movistar Honda MotoGP | Honda RC211V               | 257    |
| 3.  | Max Biaggi        | Honda              | 3  | Camel Honda                      | Honda RC211V               | 217    |
| 4.  | Alex Barros       | Honda              | 4  | Repsol Honda Team                | Honda RC211V               | 165    |
| 5.  | Colin Edwards     | Honda              | 45 | Telefónica Movistar Honda MotoGP | Honda RC211V               | 157    |
| 6.  | Makoto Tamada     | Honda              | 6  | Camel Honda                      | Honda RC211V               | 150    |
| 7.  | Carlos Checa      | Yamaha             | 7  | Gauloises Fortuna Yamaha         | Yamaha YZR-M1 (OWP3)       | 117    |
| 8.  | Nicky Hayden      | Honda              | 69 | Repsol Honda Team                | Honda RC211V               | 117    |
| 9.  | Loris Capirossi   | Ducati             | 65 | Ducati Marlboro Team             | Ducati Desmosedici GP4     | 117    |
| 10. | Shin'ya Nakano    | Kawasaki           | 56 | Kawasaki Racing Team             | Kawasaki Ninja ZX-RR       | 83     |
| 11. | Rubén Xaus        | Ducati             | 11 | D'Antin MotoGP                   | Ducati Desmosedici GP3     | 77     |
| 12. | Marco Melandri    | Yamaha             | 33 | Fortuna Gauloises Tech 3         | Yamaha YZR-M1 (OWP3)       | 75     |
| 13. | Norifumi Abe      | Yamaha             | 17 | Fortuna Gauloises Tech 3         | Yamaha YZR-M1 (OWP3)       | 74     |
| 14. | Troy Bayliss      | Ducati             | 12 | Ducati Marlboro Team             | Ducati Desmosedici GP4     | 71     |
| 15. | Alex Hofmann      | Kawasaki           | 66 | Kawasaki Racing Team             | Kawasaki Ninja ZX-RR       | 51     |
| 16. | John Hopkins      | Suzuki             | 21 | Team Suzuki MotoGP               | Suzuki GSV-R               | 45     |
| 17. | Neil Hodgson      | Ducati             | 50 | D'Antin MotoGP                   | Ducati Desmosedici GP3     | 38     |
| 18. | Kenny Roberts Jr  | Suzuki             | 10 | Team Suzuki MotoGP               | Suzuki GSV-R               | 37     |
| 19. | Jeremy McWilliams | Aprilia            | 99 | MS Aprilia Racing                | Aprilia RS Cube            | 26     |
| 20. | Shane Byrne       | Aprilia            | 67 | MS Aprilia Racing                | Aprilia RS Cube            | 18     |
| 21. | Nobuatsu Aoki     | Proton KR          | 9  | Proton Team KR                   | Proton KR5                 | 10     |
| 22. | Michel Fabrizio   | Harris-WCM Aprilia | 84 | WCM MS Aprilia Racing            | Harris-WCM Aprilia RS Cube | 8      |
| 23. | Yukio Kagayama    | Suzuki             | 71 | Team Suzuki MotoGP               | Suzuki GSV-R               | 7      |
| 24. | Olivier Jacque    | Moriwaki           | 19 | Moriwaki WCM Moriwaki Racing     | Moriwaki MD5               | 5      |
| 25. | James Haydon      | Proton KR          | 36 | Proton Team KR                   | Proton KR5                 | 4      |
| 26. | James Ellison     | Harris-WCM         | 77 | WCM                              | Harris-WCM                 | 3      |
| 27. | Andrew Pitt       | Moriwaki           | 88 | Moriwaki Racing                  | Moriwaki MD5               | 2      |
| 28. | Kurtis Roberts    | Proton KR          | 80 | Proton Team KR                   | Proton KR5                 | 1      |
| 28. | Yōichi Ui         | Harris-WCM         | 41 | WCM                              | Harris-WCM                 | 1      |

 u ljestvici vozači koji su osvojili bodove u prvenstvu 

## Poredak za konstruktore
Sustav bodovanja
Bodove za proizvođača osvaja najbolje plasirani motocikl proizvođača među prvih 15 u utrci. 
| pozicija u utrci | 1. | 2. | 3. | 4. | 5. | 6. | 7. | 8. | 9. | 10. | 11. | 12. | 13. | 14. | 15. |
| bodovi           | 25 | 20 | 16 | 13 | 11 | 10 | 9  | 8  | 7  | 6   | 5   | 4   | 3   | 2   | 1   |

Honda prvak u poretku konstruktora. 
| mj. | konstruktor             | bod |
| --- | ----------------------- | --- |
| 1.  | Honda                   | 355 |
| 2.  | Yamaha                  | 328 |
| 3.  | Ducati                  | 169 |
| 4.  | Kawasaki                | 95  |
| 5.  | Suzuki                  | 73  |
| 6.  | Proton Proton KR        | 15  |
| 7.  | Harris-WCM              | 12  |
| 8.  | Moriwaki Moriwaki-Honda | 7   |

 u ljestvici konstruktori koji su osvojili bodove u prvenstvu 

## Poredak za momčadi (timove)
Sustav bodovanja
Bodove za timove (momčadi) osvajaju vozači tima koji su plasirani među prvih 15 u utrci, ujedno i osvajači bodova za poredak vozača. 
| pozicija u utrci | 1. | 2. | 3. | 4. | 5. | 6. | 7. | 8. | 9. | 10. | 11. | 12. | 13. | 14. | 15. |
| bodovi           | 25 | 20 | 16 | 13 | 11 | 10 | 9  | 8  | 7  | 6   | 5   | 4   | 3   | 2   | 1   |

Gauloises Fortuna Yamaha (tvornička momčad Yamahe) osvojila prvenstvo za momčadi.  
| mj. | momčad                           | konstruktor | bod |
| --- | -------------------------------- | ----------- | --- |
| 1.  | Gauloises Fortuna Yamaha         | Yamaha      | 421 |
| 2.  | Telefónica Movistar Honda MotoGP | Honda       | 414 |
| 3.  | Camel Honda                      | Honda       | 367 |
| 4.  | Repsol Honda Team                | Honda       | 282 |
| 5.  | Ducati Marlboro Team             | Ducati      | 188 |
| 6.  | Fortuna Gauloises Tech 3         | Yamaha      | 149 |
| 7.  | Kawasaki Racing Team             | Kawasaki    | 134 |
| 8.  | D'Antín MotoGP                   | Ducati      | 115 |
| 9.  | Team Suzuki MotoGP               | Suzuki      | 89  |
| 10. | MS Aprilia Racing                | Aprilia     | 44  |
| 11. | Proton Team KR                   | Proton      | 15  |
| 12. | WCM                              | Harris-WCM  | 12  |

 u ljestvici momčadi (timovi) koji su osvojili bodove u prvenstvu 

## Vanjske poveznice
- (engl.) motogp.com
- (fr.) racingmemo.free.fr, LES CHAMPIONNATS DU MONDE DE VITESSE MOTO
- (engl.) motorsportstats.com, MotoGP
- (fr.) pilotegpmoto.com
- (nizoz.) jumpingjack.nl, Alle Grand-Prix uitslagen en bijzonderheden, van 1973 (het jaar dat Jack begon met racen) tot heden.
- (engl.) motorsport-archive.com, MotoGP World Championship :: Overview, wayback arhiva
- (engl.) the-sports.org, Moto - Moto GP - Prize list
- (engl.) motorsportmagazine.com, World Motorcycle Championship / MotoGP
- (engl.) motorsporttop20.com, Motorcycle Championships
- (engl.) progcovers.com, Motor Racing Programme Covers / FIM Grand Prix World Championship Programmes / 500cc Class / MotoGP
- (engl.) en.wikipedia.org, 2004 Grand Prix motorcycle racing season
- (tal.) it.wikipedia.org, Risultati del motomondiale 2004